# Мугамная опера
Мугамная опера — оперный жанр, который сочетает в себе принципы оперы и мугамного искусства.

## Описание
Характерной чертой мугамной оперы является включение в неё мугамных шобе (импровизации), обязательное участие ханенде, и сопровождение мугамного ансамбля.

## Мугамные оперы
Первые образцы мугамной оперы появились в начале XX века в Азербайджане. В 1908 году в Баку была поставлена первая мугамная опера «Лейли и Меджнун», созданная композитором Узеиром Гаджибековаым. При написании данной оперы композитор использовал такие мугамы, как Аразбары, Эйраты, Сейгях, Мансурийа, Чахаргях, Шур, Симаи-шэмс, Сарендж, Раст, Шуштер, Харидж-сейгях. В 1930-х годах Гаджибеков задумал заменить мугамные части классическими оперными формами, но позже решил оставить мугамной оперой.
В дальнейшем появились мугамные оперы «Шейх Санан» (1909), «Рустам и Зохраб» (1910), «Асли и Керем» (1912), «Шах Аббас и Хуршуд Бану» (1912) и «Гарун и Лейла» (1915) Узеира Гаджибекова, «Ашуг-Гариб» (1916) Зульфугара Гаджибекова, «Шах Исмаил» (1916) Муслима Магомаева. В «Шах Аббас и Хуршуд Бану» Гаджибеков впервые в мугамных операх Гаджибеков обращается к арии традиционно-классического типа.
Во второй половине XX века были написаны оперы «Скала невесты» (1974) Шафигы Ахундовой, «Судьба ханенде» (1979) Джахангира Джахангирова, «Натаван» (2003) Васифа Адигёзалова. В музыке этих опер композиторами также были использованы мугамы.

## См.также
- Азербайджанская опера
- Симфонический мугам
- Список опер Узеира Гаджибекова